# Corendon Airlines
Corendon Airlines (incorporata come Turistik Hava Taşımacılık A.Ş.) è una compagnia aerea leisure turca con sede ad Adalia e con base all'aeroporto di Adalia.
Corendon Airlines fa parte del Corendon Tourism Group.

## Storia
Corendon Airlines è stata fondata nel 2004 e le operazioni di volo sono iniziate nell'aprile 2005. È una compagnia aerea internazionale che trasporta circa 6 milioni di viaggiatori ogni anno. La consociata olandese Corendon Dutch Airlines è stata fondata nel 2011 e la maltese Corendon Airlines Europe nel 2017.

## Destinazioni
Corendon Airlines opera voli da e verso 165 aeroporti in più di 65 paesi, principalmente Germania, Paesi Bassi, Belgio, Svizzera, Austria, Polonia, Israele, Egitto, Spagna, Italia, Francia, Repubblica Ceca, Macedonia del Nord, Romania e paesi scandinavi con modelli di business charter, split charter, sub charter e wet lease.
Corendon Airlines utilizza molti aeroporti per basare i suoi aerei in molti paesi. Oltre ad Adalia, Smirne e Kayseri in Turchia, la compagnia aerea ha basi ad Hannover, Colonia, Munster e Norimberga in Germania. Nel 2021, Corendon Airlines ha aggiunto tre nuove basi europee: Dusseldorf in Germania, Londra nel Regno Unito e Basilea in Svizzera.

## Flotta

### Flotta attuale

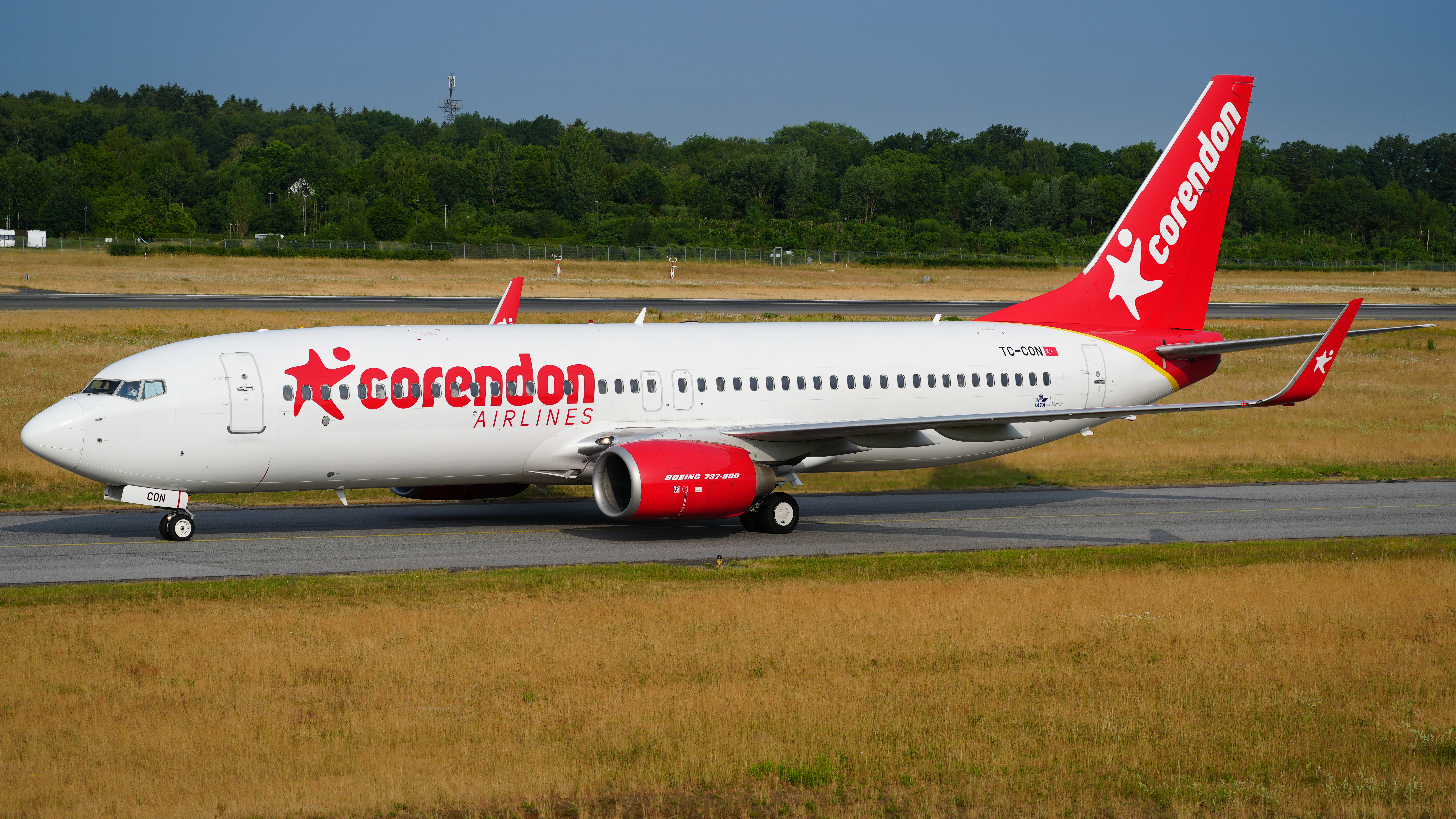
Un Boeing 737-800.

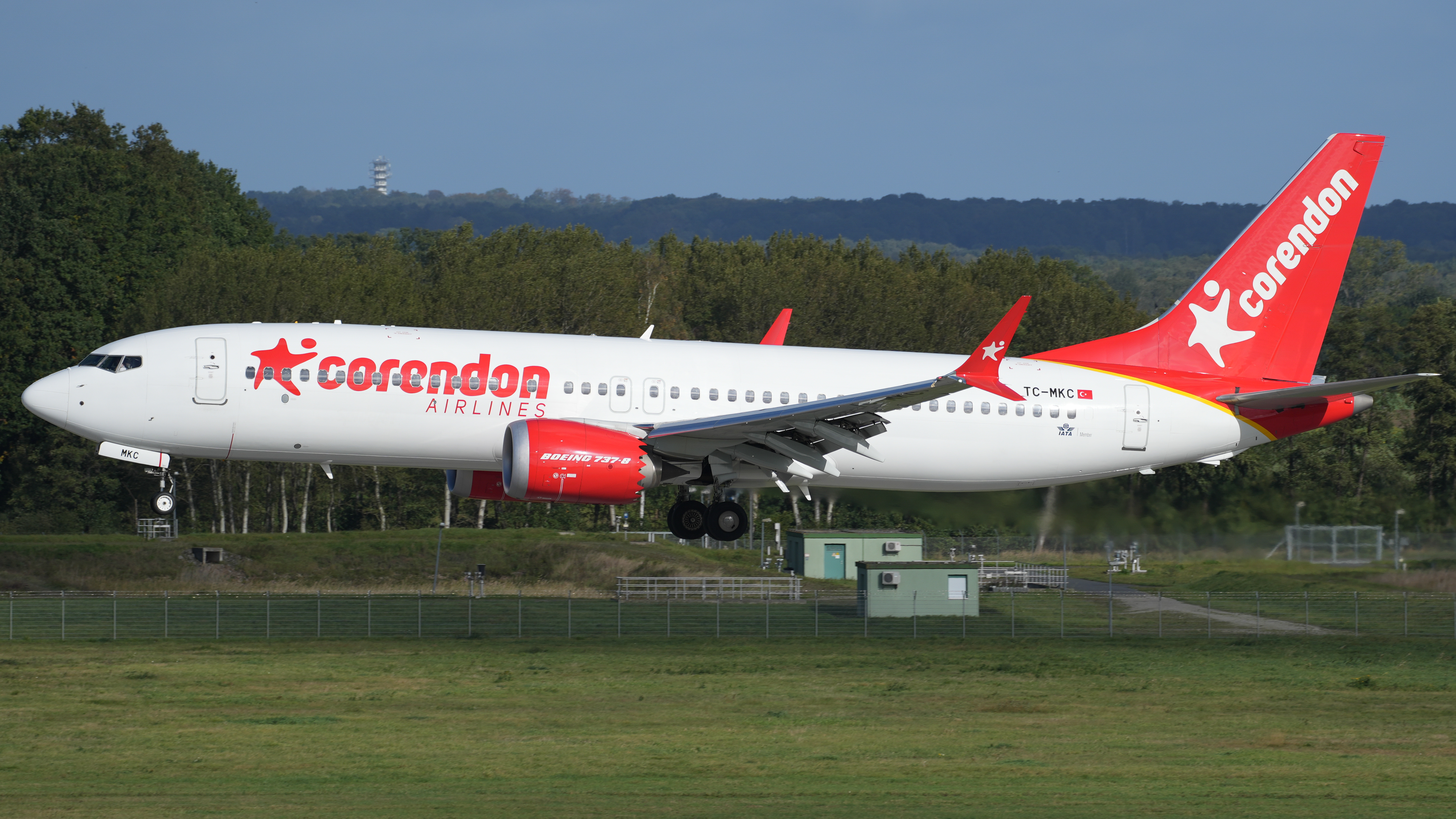
Un Boeing 737 MAX 8.

Ad ottobre 2024 la flotta di Corendon Airlines è così composta:

### Flotta storica

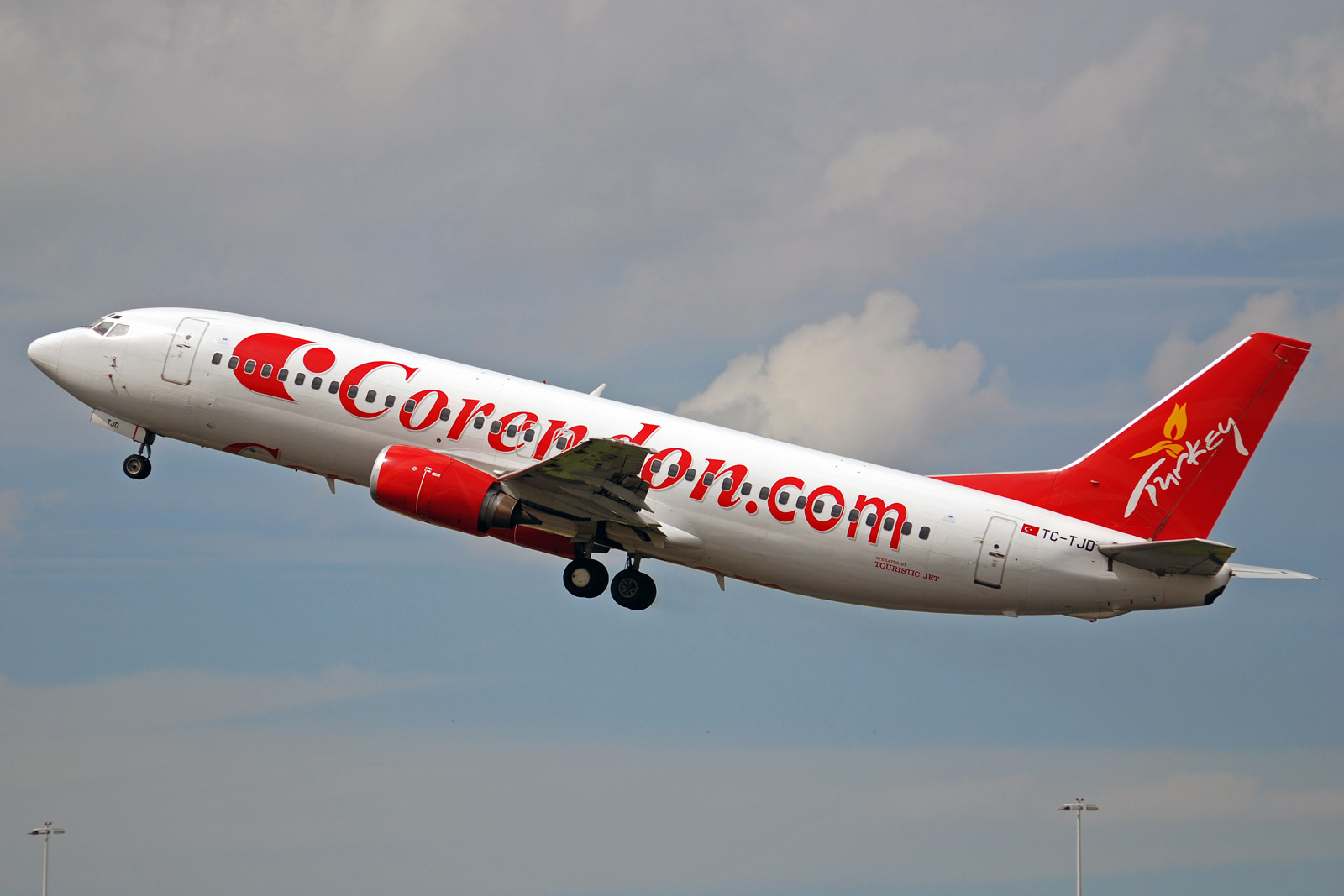
Un Boeing 737-400.

Corendon Airlines operava in precedenza con i seguenti aeromobili: